# Walter Garre
Walter Garre (nascido em 2 de setembro de 1945) é um ex-ciclista uruguaio. Representou sua nação nos Jogos Olímpicos de 1968, na prova de contrarrelógio.